# Ctenusa varians
Ctenusa varians är en fjärilsart som beskrevs av Hans Daniel Johan Wallengren 1863. Ctenusa varians ingår i släktet Ctenusa och familjen nattflyn. Inga underarter finns listade i Catalogue of Life.